# Alexeï Broussilov
Pour les articles homonymes, voir Broussilov.
Alekseï Alekseïevitch Broussilov (en russe : Алексей Алексеевич Брусилов) est un général russe, né le 19 août 1853 (31 août dans le calendrier grégorien) à Tiflis (Empire russe) et mort le 17 mars 1926 à Moscou (Union soviétique). 
Broussilov est un des principaux commandants militaires de l'Empire russe pendant la Première Guerre mondiale. Il se rallie ensuite au pouvoir bolchevique durant la guerre civile russe, mais ne bénéficie alors que de responsabilités symboliques.

## Biographie

### Origines
Né à Tiflis en Géorgie, à l'époque dans le gouvernement de Tiflis, Alekseï Alekseïevitch Broussilov est le fils du lieutenant général Alexeï Nikolaïevitch Broussilov (1787-1859) et d'Anna Louisa Niestojemska. Il est le frère aîné de Boris Alexeïevitch Broussilov (né vers 1855), futur officier de cavalerie, et de Lev Broussilov (1857-1919), futur vice-amiral. Issu d'une famille noble du gouvernement de Novgorod, orphelin dès son plus jeune âge, Broussilov, comme ses deux frères cadets, est élevé par sa tante G.A. Gagenmeister.

### Formation et début de carrière
En 1867, Broussilov entre à 14 ans dans le Corps des Pages impériaux (une prestigieuse école militaire russe) et en sort diplômé cinq ans plus tard ; il est affecté au 15e régiment de dragons de Tver ; il est promu lieutenant en 1874. Il prend part à la guerre russo-turque de 1877-1878 en tant qu'officier de cavalerie, prenant part à la reddition des forteresses d'Ardahan et de Kars, il reçoit l'ordre de Sainte-Anne de troisième classe et l'ordre de Saint-Stanislas de troisième puis de deuxième degré, pour ses faits d'armes.
Il est affecté à l'école de cavalerie de Saint-Pétersbourg en 1881, dont il prendra la tête avec le grade de lieutenant général en 1902. Durant cette période de vingt-et-un ans, Broussilov voyage en France, en Autriche-Hongrie et en Prusse, et écrit aussi de nombreux articles. 
Il commande la deuxième division de cavalerie de la garde et est promu général en 1906. En 1909, il commande le 14e corps d'armée, stationné à la frontière avec l'Empire allemand. En 1912, il est promu général de cavalerie (ru) et devient commandant-adjoint du district militaire de Varsovie.

### Première Guerre mondiale

#### Le vainqueur de Galicie
À l'entrée de la Russie dans la Première Guerre mondiale, il commande la 8e armée russe. En septembre 1914, il s'illustre face aux Austro-Hongrois par sa victoire à la bataille de Lemberg et avance jusqu'aux Carpates. Mais les combats dans les Carpates entre décembre 1914 et mars 1915 sont coûteux et indécis. En 1915, la Grande Retraite des forces russes en Pologne oblige la 8e armée de Broussilov à se replier vers l'Ukraine mais celui-ci stoppe l'avance germano-austro-hongroise à Rivne en septembre 1915. En mars 1916, Broussilov est affecté au commandement du front du Sud-Ouest regroupant quatre armées russes en remplacement de Nikolaï Ivanov. En juin, il lance une offensive en Galicie. D'abord victorieuse et prometteuse, celle-ci se révèle au fil des mois extrêmement coûteuse en hommes mais convainc la Roumanie d'entrer en guerre aux côtés de la Russie.

#### Le commandant en chef de 1917
Malgré l'issue ambiguë de l'offensive de Galicie, le prestige de Broussilov n'est pas atteint et il est nommé, après la révolution de Février, commandant en chef des armées russes. En juillet 1917, il ordonne une nouvelle offensive en Galicie, mais celle-ci échoue piteusement, notamment à cause du très faible moral de ses hommes et de l'absence d'officiers de qualité que la révolution avait alors écartés. Broussilov est alors remplacé par Lavr Kornilov.

### La révolution russe

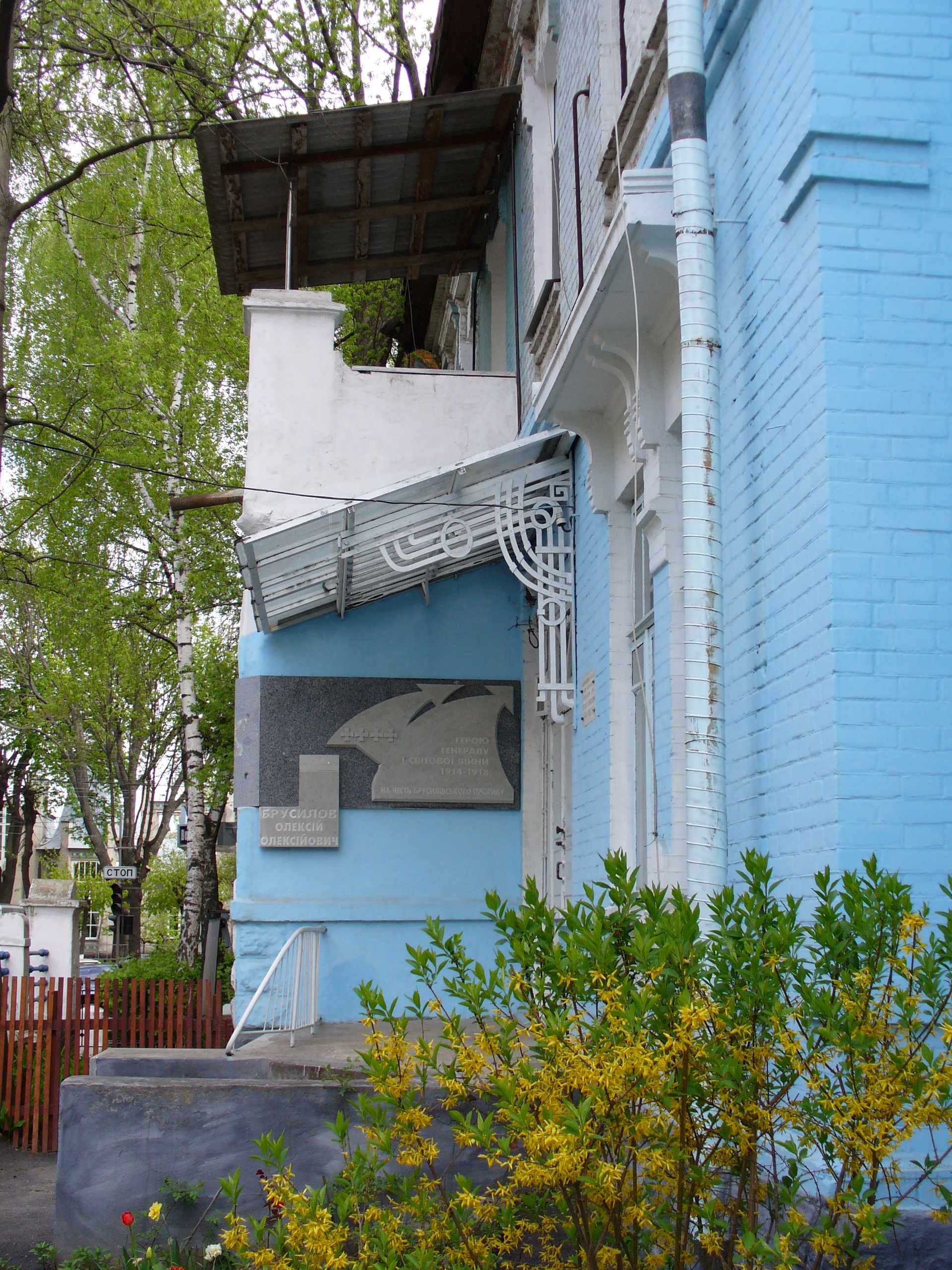
Maison d'Alexeï Alexeïevitch Broussilov à Vinnitsa, Ukraine.

À la suite de ses défaites, Broussilov est démis de ses fonctions au commandement de l'armée en août 1917, mettant un terme provisoire à sa carrière militaire.
Se ralliant aux bolcheviks durant la guerre civile russe, il sert dans l'Armée rouge — et devient donc un des voenspetsy, nom donné aux officiers tsaristes passés au service de l'Armée rouge — durant la campagne de Pologne de 1920 mais il ne bénéficie pas d'un rôle militaire important. En effet, il est nommé comme conseiller militaire puis inspecteur de cavalerie. On peut penser qu'il a été écarté par le nouveau pouvoir, car il représentait aux yeux du peuple l'« ancienne Russie » dont les bolcheviks voulaient effacer le souvenir.

### Mort
Il prend sa retraite en 1924, et meurt d'une insuffisance cardiaque deux ans plus tard à Moscou, après avoir écrit ses mémoires de guerre. Il est inhumé avec les honneurs militaires au cimetière de Novodievitchi, à Moscou.

### Vie personnelle
En 1884, Alexeï Alexeïevitch Broussilov épousa sa cousine, Anna Nikolaïevna Gagenmeister (morte en 1908). De cette union naquit Alexeï Alexeïevitch Broussilov (1887-1919). Veuf, Alexeï Alexeïevitch Broussilov épousa Nadejda Vladimirovna Jelikhovskaïa, nièce d'Helena Blavatsky, fondatrice de la Société théosophique.
Son fils, Alexeï Alexeïevitch Broussilov, qui commanda un régiment de cavalerie dans l'Armée rouge, fut capturé par l'Armée blanche en 1919. Selon certaines sources, il aurait été exécuté sur ordre d'Anton Dénikine ; selon d'autres, il se serait alors engagé alors du côté des Blancs et serait mort peu après du typhus.

## Mémoires
Ses mémoires ont été publiés en 1929, « censurés et réécrits certes, mais beaucoup moins qu'on ne l'a dit » selon Serguei Nelipovitch. Après la Seconde Guerre mondiale, en 1948, les Soviétiques ont découvert en Allemagne un manuscrit inédit de Broussilov, qui serait la suite de ses mémoires, couvrant la période de 1917 à 1925. Une expertise graphologique a conclu qu'il en était bien l'auteur. Ces mémoires critiquaient ouvertement Lénine et les bolcheviks, Staline a alors décidé d'« effacer » Broussilov de la mémoire collective. En 1956, au début de la déstalinisation, Broussilov a été réhabilité, une nouvelle expertise attribuant les propos antibolcheviques de ses mémoires à sa veuve. Encore aujourd'hui, l'auteur de ces critiques n'est pas précisément identifié. Si Broussilov était bien hostile au régime soviétique, il semble indubitable qu'il s'y soit rallié par patriotisme. 

En effet, dans ses mémoires secrets, Broussilov écrivait à destination de l'émigration blanche : « Vous êtes loin. Incapables de juger la Russie d'aujourd'hui [...]. Je n'ai pas abandonné la Russie. Quand sa mère est malade, on ne l'abandonne pas. [...] Je ne crois fermement qu'à ceci : la vie des hommes se mesure en décennies, celles des nations en siècles. La Russie qui, sous ce gouvernement provisoire puis avec l'intervention étrangère, était menacée de démembrement ; cette Russie est toujours là et [...] c'est l'Armée rouge qui la défend. »

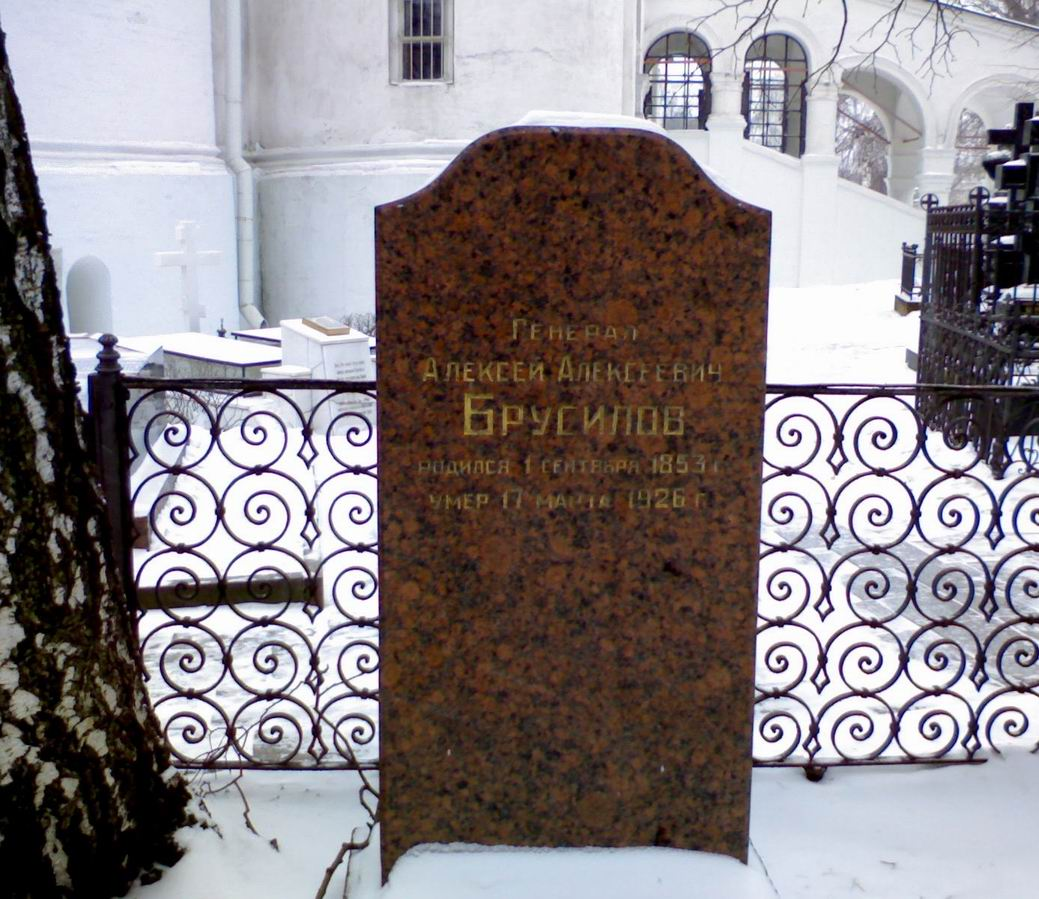
Tombe du général Broussilov au cimetière de Novodievitchi de Moscou.